# Project Torque
Project Torque (англ. Project Torque — дословно «Проект „Крутящий момент“», в российском издании — «Скорость Онлайн») — многопользовательская онлайн-рейсинговая игра (MMORG), разработанная венгерской компанией Invictus Games Ltd. и изданная Aeria Games & Entertainment 2007 года для ПК. В России локализована и издана компанией Nival 2009 года. Регистрация учётной записи бесплатна, абонентская плата за игру не взимается.
31 июля 2010 года были выключены форумы англоязычной версии игры. 1 августа 2010 года был отключён игровой сервер.
Русскоязычная версия по-прежнему доступна на официальном сайте локализации. С 1 августа 2011 года русскоязычная версия игры переведена в американскую версию Heat.

## Типы гонок

#### Обычная гонка
Объединяет режимы Arcade VS и Simulation VS, которые отличаются упрощенной и реалистичной системой повреждений, а также поведением автомобиля. Для соревнований доступны кольцевые, шоссейные и раллийные трассы.
Главная цель игрока: пересечь финиш первым.
Больше очков начисляется за:
- игру в комнатах с большим количеством участников;
- первое место на финише;
- очки за столкновение;
- соревнования на длинных и сложных трассах.

#### Capture the Flag
Подняв в начале гонки флаг, старайтесь удержать его как можно дольше, избегая столкновений с машинами соперников, дополнительно вы получаете очки за проезд с флагом через «желтые дымящиеся врата» и за преследование лидера.
Цель: победителем считается тот, кто наберет больше баллов.

#### Thunder Alley
В режиме «Аллея грома» проходят крупномасштабные состязания с участием до 20 гонщиков одновременно. Все гонщики соревнуются на одинаковых болидах, доступных только в этом режиме. Побеждает тот, кто доберется до финиша первым. Заезды проходят на скоростных трассах в условиях, максимально приближенных к реальности. Так, у машин расходуется бензин, и их нужно заправлять на пит-стопах, стратегически грамотно выбирая время для остановки. Кроме того, в «Аллее грома» можно использовать драфтинг — прием из настоящего автоспорта, когда гонщик пристраивается в хвост впереди идущей машины и за счет меньшего сопротивления воздуха начинает разгоняться быстрее.
Главная цель игрока: игрок должен пересечь финишную черту первым.
Цель
- Окончание гонки c наилучшей позицией.

#### Explorer
Цель
Уставшие от традиционных соревнований водители могут испытать себя в режиме «Навигатор». В нём борьба ведется за призовые баллы, и побеждает тот, кто наберет больше. Очки выдаются за сбор различных предметов — игрок может свободно колесить по округе, отыскивая и собирая их в определённом порядке. Бонусы, собранные в правильной последовательности, превращаются в комбо-бонус и приносят больше очков, а после гонки заработанные баллы обмениваются на игровую валюту. На карте можно обнаружить вещи трех типов: нормальные, из которых составляются комбинации; бонусные — они временно увеличивают скорость автомобиля и дают другие преимущества; и вещи-сюрпризы — они отмечаются знаком вопроса, и никто не знает, что окажется внутри.
Главная цель игрока: борьба ведется за призовые баллы, и побеждает тот, кто наберет больше.

#### Дрифт
Прохождение поворотов в управляемом заносе позволяет водителю продемонстрировать своё мастерство.
- Доступен для каждой машины.
- Трюки и приемы дрифта.
- Специальные автомобили дрифт-класса.

Цель
- Набрать больше балов за определённое количество времени.

#### Drag Race
Цель
- Достигнуть финишной черты так быстро, как вы можете с ручным включением передач.

## Саундтрек
1. Benzin — Csemege
2. Benzin — Csigaver
3. Benzin — Tulelo
4. Mangod Inc. — Answers (To future questions)
5. Mangod Inc. — Cut the strings
6. Mangod Inc. — Eyes don`t lie
7. Mangod Inc. — Into the sun
8. Mangod Inc. — Paralyzed
9. Mangod Inc. — Read between the lines
10. Mangod Inc. — Stubborn
11. Mangod Inc. — Thank you good night
12. Mangod Inc. — The flood
13. Mangod Inc. — The New Revolution
14. Mangod Inc. — Upstream
15. Wackor — Armed death-resistant youth
16. Wackor — Jinxted obscene evolver
17. Wackor — Khemotx bloodpaint

## Рецензии
| Русскоязычные издания | Русскоязычные издания |
| Издание               | Оценка                |
| --------------------- | --------------------- |
| StopGame              | похвально             |

## Gameguard
Gameguard — «система защиты от читеров» (англ. anti-cheat protection), разработанная INCA Internet, которая предназначается для защиты памяти игры от модификации. Если Gameguard определит хак игры, он принудительно завершит работу игрового клиента. При этом не обеспечивается должная безопасность паролей (нередки случаи кражи вредоносными программами). Также некоторые программы, заведомо не являющие хакерскими, блокируются. Например, Gamecam — программа для захвата видео из игры, часто блокируются различные интернет-браузеры. Примечательно, что некоторые антивирусы (например, «Антивирус Касперского» версии 7) в момент запуска блокирует Gameguard до внесения в «список разрешенных» программ и т. п.